# Liste der Kulturdenkmäler in Wehrshausen
Die folgende Liste enthält die in der Denkmaltopographie ausgewiesenen Kulturdenkmäler auf dem Gebiet des Ortsteils Wehrshausen der  Stadt Marburg, Landkreis Marburg-Biedenkopf, Hessen.
Hinweis: Die Reihenfolge der Denkmäler in dieser Liste orientiert sich an der Anschrift, alternativ ist sie auch nach der Bezeichnung oder der Bauzeit sortierbar.
Kulturdenkmäler werden fortlaufend im Denkmalverzeichnis des Landes Hessen durch das Landesamt für Denkmalpflege Hessen auf Basis des Hessischen Denkmalschutzgesetzes (HDSchG) geführt. Die Schutzwürdigkeit eines Kulturdenkmals hängt nicht von der Eintragung in das Denkmalverzeichnis des Landes Hessen oder der Veröffentlichung in der Denkmaltopographie ab.

## Kulturdenkmäler
| Bild                                    | Bezeichnung                     | Lage                                                              | Beschreibung                                                                  | Bauzeit                                   | Objekt-Nr. |
| --------------------------------------- | ------------------------------- | ----------------------------------------------------------------- | ----------------------------------------------------------------------------- | ----------------------------------------- | ---------- |
| Bild gesucht BW                         | Gesamtanlage Neuhöfe            | Neuhöfe Lage                                                      |                                                                               |                                           |            |
| weitere Bilder                          | Sachgesamtheit ehem. Damm-Mühle | Dammühle 6 LageFlur: 2, Flurstück: 49/5, 51/1, 53, 54, 55, 141/57 | Historische Wassermühle, heutige Nutzung als Ausflugslokal und Skulpturenpark | Ersterwähnung 1380, Wiedererrichtung 1521 |            |
| Bild gesucht BW                         | Wohnhaus                        | Fohlengarten 5 LageFlur: 7, Flurstück: 52/71                      |                                                                               |                                           |            |
| Bild gesucht BW                         | Wohnhaus                        | Kirchgraben 1 LageFlur: 7, Flurstück: 34/4                        |                                                                               | 1836                                      |            |
| Bild gesucht BW                         | Wohnhaus                        | Kirchgraben 4 LageFlur: 7, Flurstück: 48/3                        |                                                                               | Um 1700                                   |            |
| Bild gesucht BW                         | Wohnhaus                        | Neuhöfe 2 LageFlur: 9, Flurstück: 36                              |                                                                               | 1899                                      |            |
| Bild gesucht BW                         | Wohnhaus                        | Neuhöfe 4 LageFlur: 9, Flurstück: 34/6                            |                                                                               | 19. Jh.                                   |            |
| Bild gesucht BW                         | Wirtschaftsgebäude              | Neuhöfe 9 LageFlur: 9, Flurstück: 29/26                           |                                                                               | Um 1750                                   |            |
| Direkt Bild zu diesem Denkmal hochladen | Ehemalige Schule                | Wehrhäuser Straße 2 Flur: 7, Flurstück: 37/26                     |                                                                               | 1927–28                                   |            |
| weitere Bilder                          | Marienkirche                    | Wehrshäuser Straße 4a LageFlur: 7, Flurstück: 36/4                | Evangelische Kirche                                                           | Ab 1339                                   |            |
| Direkt Bild zu diesem Denkmal hochladen | Wohnhaus                        | Wehrshäuser Straße 8 Flur: 7, Flurstück: 117/52                   |                                                                               | 19. Jh.                                   |            |
| Bild gesucht BW                         | Hofanlage                       | Zum Elnhäuser Grund 4 LageFlur: 7, Flurstück: 7/5                 |                                                                               | 19. Jh.                                   |            |
| Bild gesucht BW                         | Hofanlage                       | Zum Hirtzborn 1 LageFlur: 7, Flurstück: 38/10                     |                                                                               | 19. Jh.                                   |            |
| Bild gesucht BW                         | Hofanlage                       | Zum Hirtzborn 2 LageFlur: 7, Flurstück: 87/17                     |                                                                               | Um 1800                                   |            |
| Bild gesucht BW                         | Hofanlage                       | Zum Hirtzborn 3 LageFlur: 7, Flurstück: 72/13, 72/14              |                                                                               | 19. Jh.                                   |            |
| Bild gesucht BW                         | Hofanlage                       | Zum Hirtzborn 4 LageFlur: 7, Flurstück: 79/3                      |                                                                               | 1857                                      |            |
| Bild gesucht BW                         | Wirtschaftsgebäude              | Zum Hirtzborn 7 LageFlur: 7, Flurstück: 164/1                     |                                                                               | 19. Jh.                                   |            |
| Direkt Bild zu diesem Denkmal hochladen | Hirtzborn                       | Zum Hirtzborn o. Nr. Flur: 7, Flurstück: 65/5                     |                                                                               |                                           |            |
| Direkt Bild zu diesem Denkmal hochladen | Eiskeller                       | Zum Hirtzborn o. Nr. Flur: 7, Flurstück: 65/5                     |                                                                               | 19. Jh.                                   |            |